# Bindenwachtel
Die Bindenwachtel (Philortyx fasciatus) ist eine Vogelart aus der Familie der Zahnwachteln. Sie ist die einzige Art der Gattung Philortyx.

## Merkmale
Die Bindenwachtel erreicht eine Größe von 18 bis 21 cm. Die Männchen wiegen im Durchschnitt 130 Gramm, die Weibchen 126 Gramm. Brust und Bauch sind weiß mit einer schwarzen Bänderung. Das Gefieder ist überwiegend graubraun bis grau. Der Kopf ist graubraun. Kinn und Kehle sind weiß. Die aufgerichteten Schopffedern sind schwarz und braun mit rötlichbraunen Spitzen. Der Schnabel ist schwarz, die Beine sind braun. Das Weibchen hat einen kürzeren Schopf. Bei den immaturen Vögeln sind Gesicht, Kinn und Kehle schwarz befiedert.

## Vorkommen

Verbreitungsgebiet der Bindenwachtel (grün)

Die Bindenwachtel kommt in den Bundesstaaten Jalisco, Guerrero, Morelos und Puebla im südwestlichen Mexiko vor.

## Lebensraum
Die Bindenwachtel bewohnt trockenes und halbtrockenes tropisches Buschland, Grasland und die angrenzenden landwirtschaftlich genutzten Flächen sowie überwucherte Weiden. Sie ist von Meereshöhe bis in Höhenlagen über 1500 m anzutreffen, am häufigsten jedoch in niederen Lagen.

## Lebensweise
Die Nahrung der Bindenwachtel besteht hauptsächlich aus den Samen der Gattungen Desmodium und Crotalaria sowie aus Sonnenblumensamen, Disteln, Kornraden, Kroton, Bohnen, Sesam, Insekten und Schmetterlingsraupen. Die Bindenwachtel nistet zwischen August und September. Bei Vögeln in menschlicher Obhut wird das Nest aus Gras errichtet. Drei bis sieben (durchschnittlich fünf) Eier werden in Abständen von zwei Tagen gelegt. Die Brutdauer beträgt 21 bis 23 Tage. Die weißen Eier haben eine durchschnittliche Größe von 30,2 × 23,7 mm.

## Status
Die IUCN schätzt den Bestand auf unter 100.000 Exemplare und stuft die Art in die Kategorie „nicht gefährdet“ (least concern) ein. Überweidung und örtliche Bejagung stellen eine potentielle Gefährdung dar.